# Chronologie des actes terroristes en France
Pour un article plus général, voir Terrorisme en France.
Cette chronologie présente l'ensemble des événements en lien avec le terrorisme sur le territoire national français.

## Attentats en France auXVIesiècle

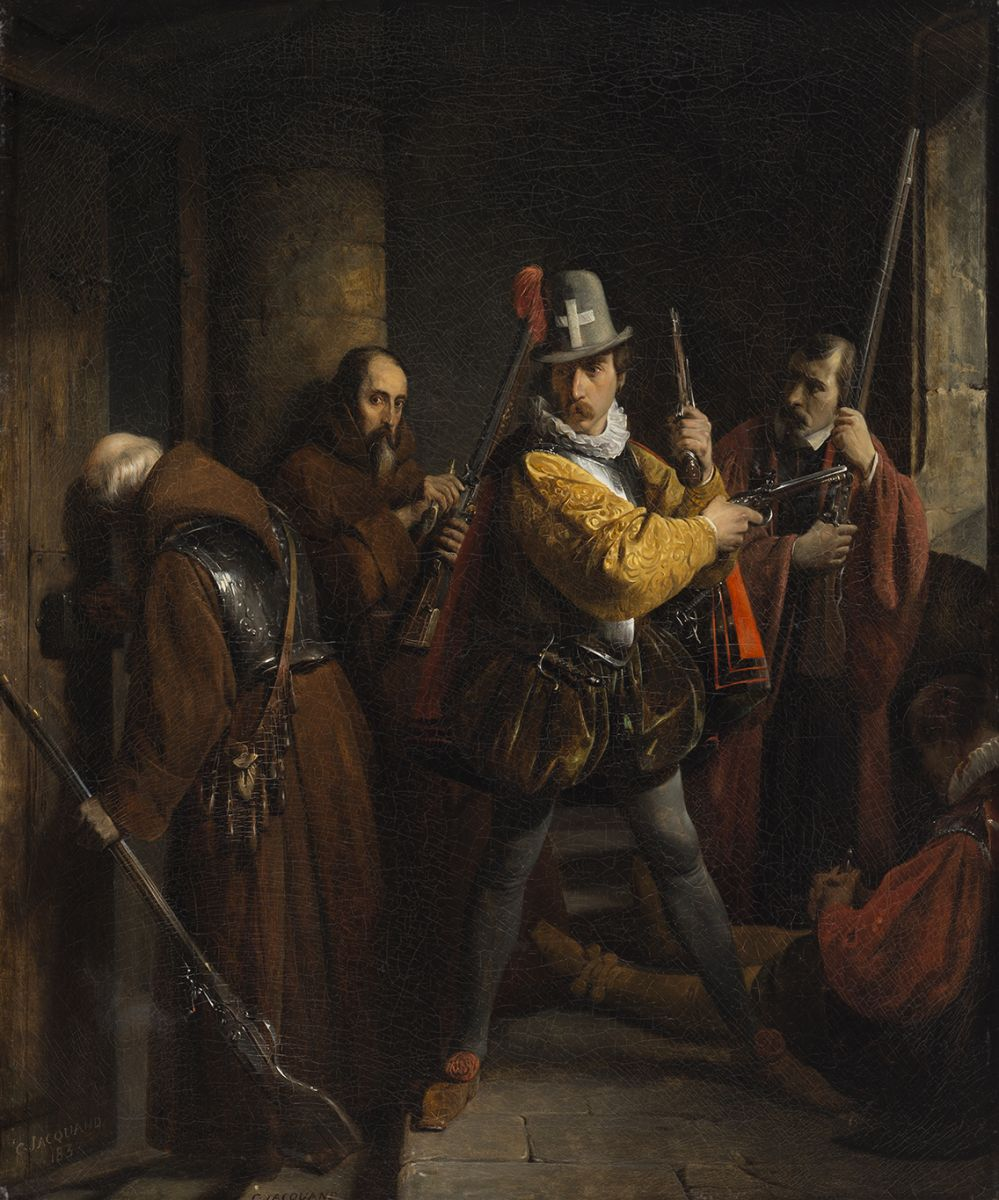
Préparatifs des attentats de la Saint-Barthélemy en 1572 (tableau de Jacquand, 1837)

### Années 1570
- 24 août 1572 : massacre massif des protestants déclenché à Paris par les catholiques, le jour de la Saint-Barthélemy, prolongé pendant plusieurs jours dans la capitale, puis étendu à plus d'une vingtaine de villes de province durant les semaines suivantes et même les mois suivants.

### Années 1580
- 23 décembre 1588 : assassinat à Blois du duc de Guise, chef de la Ligue catholique, par la garde personnelle du roi Henri III et sur ordre de celui-ci.
- 1er août 1589 : assassinat, à Saint-Cloud, du roi Henri III, poignardé par le moine dominicain Jacques Clément. Blessé au bas-ventre et mal soigné, le roi meurt le lendemain vers 3 heures du matin d'une péritonite.

## Attentats en France auXVIIesiècle

### Années 1610
- 14 mai 1610 : assassinat, à Paris, du roi Henri IV, poignardé par le catholique fanatique François Ravaillac dans la rue de la Ferronnerie (au droit des actuels numéros 8-10), alors qu'il allait à l'Arsenal rendre visite à Sully, souffrant[1].

## Attentats en France auXVIIIesiècle

### Années 1750
- 5 janvier 1757 : tentative d'assassinat du roi Louis XV, par Robert-François Damiens, au château de Versailles.

### Années 1790
De novembre 1793 à juillet 1794, la France subit un terrorisme d'État connu sous l'appellation de la Terreur.

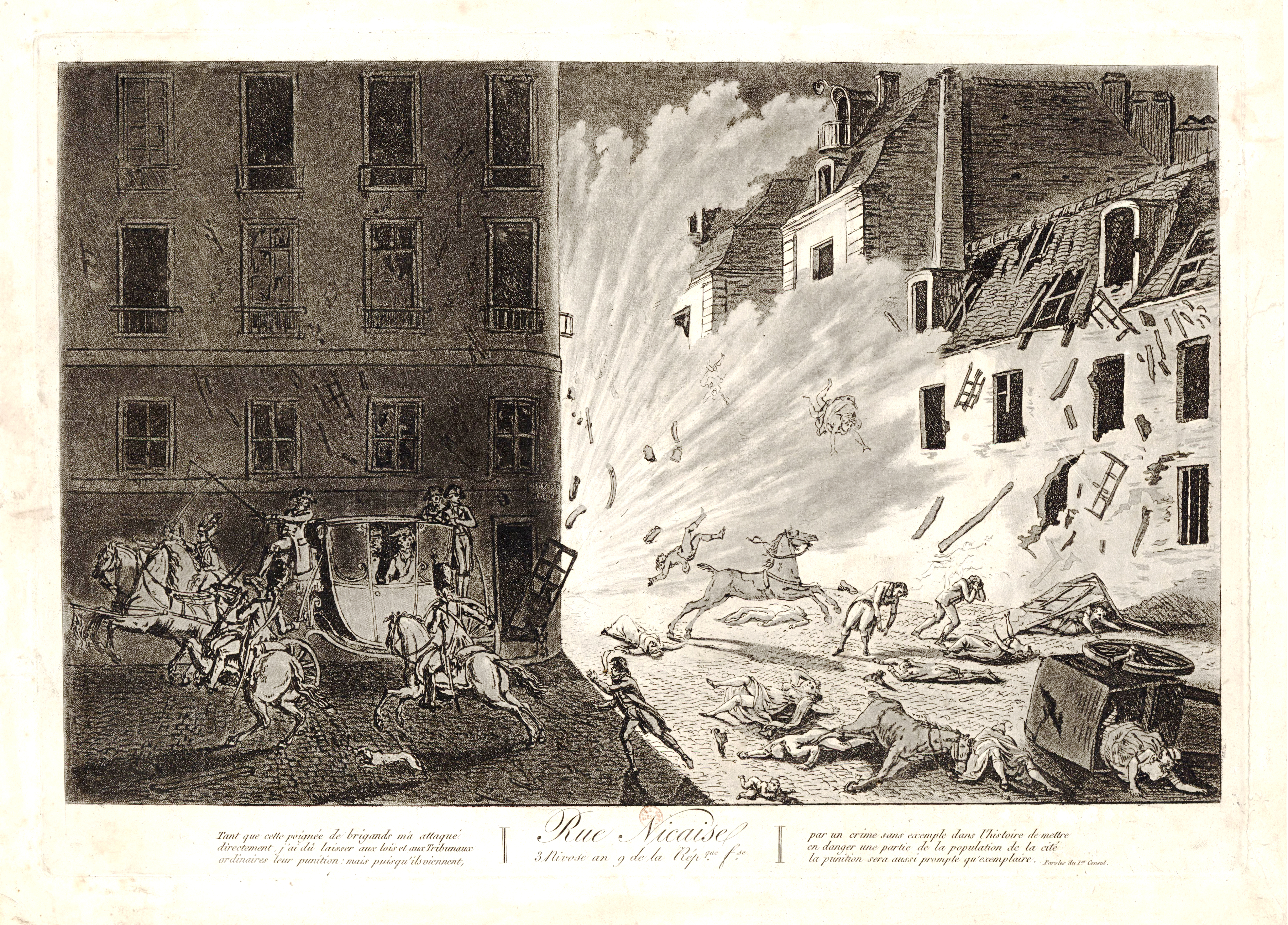
Gravure de l'attentat de la rue Saint-Nicaise en décembre 1800.

### Années 1800
- 24 décembre 1800 : attentat de la rue Saint-Nicaise contre Napoléon Bonaparte.

## Attentats en France auXIXesiècle

### Années 1820
- Nuit du 13 au 14 février 1820 : assassinat de Charles-Ferdinand d'Artois par l'ouvrier bonapartiste Louvel.

### Années 1830
- 28 juillet 1835 : attentat du boulevard du Temple contre Louis-Philippe Ier, perpétré par Giuseppe Fieschi. Il rate sa cible et fait 19 morts et 42 blessés.

### Années 1850
- 14 janvier 1858 : tentative d'assassinat contre Napoléon III par l'Italien Felice Orsini[2].

### Années 1880
- 16 juin 1881 : attentat de Saint-Germain-en-Laye, un groupe anarchiste vise la statue d'Adolphe Thiers et la manque.

- 1888-1889 : Campagne d'attentats anarchistes de 1888-1889, visant les bureaux de placement. 1 blessé.

### Années 1890
- 7 mars 1892 : attentat du Boulevard Saint-Germain par les militants anarchistes Ravachol, Soubère, Béala et Biscuit. Début de l'Ère des attentats. Début du terrorisme fondé sur une symbolique des lieux plutôt que des personnes.
- 15 mars 1892 : attentat de la caserne Lobau par le militant anarchiste Théodule Meunier.
- 27 mars 1892 : attentat de Clichy par Ravachol visant Léon Bulot.
- 25 avril 1892 : attentat du Véry visant un indicateur de la police par Théodule Meunier aidé d'autres membres du groupe des Pieds plats, comme Jean-Pierre François.
- 11 juillet 1892 : exécution de Ravachol.
- 8 novembre 1892 : attentat de Carmaux-Bons Enfants par le militant anarchiste Émile Henry.
- 13 novembre 1893 : attentat du 13 novembre 1893 par le militant anarchiste Léon Léauthier. Considéré avec l'attentat du Liceu en Espagne (7 novembre 1893) comme le premier attentat de terrorisme indiscriminé et le premier attentat du terrorisme moderne.
- 9 décembre 1893 : attentat de l'Assemblée Nationale par l'anarchiste Auguste Vaillant pour venger Ravachol. La bombe fait des dizaines de blessés (dont Vaillant).
- 11-20 décembre 1894 : première (contre la liberté de la presse) et deuxième (contre les associations de malfaiteurs) lois scélérates.
- 5 février 1894 : exécution d’Auguste Vaillant.
- 12 février 1894 : attentat du café Terminus par Émile Henry pour venger Vaillant. Un des premiers attentats indiscriminés de l'histoire.
- 20 février 1894 : attentats du 20 février 1894 par le militant anarchiste Désiré Pauwels, ami d'Émile Henry.
- 23 février 1894 : Léon Léauthier condamné au bagne à perpétuité.
- 15 mars 1894 : attentat de la Madeleine par Désiré Pauwels. Un des premiers attentats de terrorisme indiscriminé. 1 mort, lui.
- 4 avril 1894 : attentat du Foyot.
- 19 mai 1894 : attentat de Marseille (1894) par Célestin Nat pour venger la condamnation à mort de Henry.
- 21 mai 1894 : exécution d'Émile Henry.
- 24 juin 1894 : assassinat du président de la République Sadi Carnot, à Lyon, par l'anarchiste italien Sante Geronimo Caserio.
- 26 juillet 1894: Théodule Meunier condamné au bagne à perpétuité.
- 28 juillet 1894 : troisième loi scélérate (contre la propagande anarchiste).
- 3 août 1894 : Célestin Nat condamné à 20 ans de bagne.
- 6 août 1894 : procès des Trente
- 15 août 1894: exécution de Caserio.
- 21-22 octobre 1894 : massacre des anarchistes du bagne.
- 1898 : Conférence internationale de Rome pour la défense sociale contre les anarchistes.

## Attentats en France auXXesiècle

### Années 1900
- 31 mai 1905 : attentat de la rue de Rohan : attentat à la bombe anarchiste visant le roi d'Espagne, Alphonse XIII.

### Années 1930
- 7 mai 1932 : assassinat à Paris (hôtel Salomon de Rothschild) du Président de la République Paul Doumer par Paul Gorgulov
- 7 août 1932 : attentat du 7 août 1932 à Rennes :  attentat à la bombe visant une œuvre symbolisant l'union de la Bretagne à la France, jugée dégradante par le mouvement breton, en raison de sa position agenouillée devant le roi de France.
- 9 octobre 1934 : assassinat à Marseille du ministre Louis Barthou et du roi Alexandre Ier de Yougoslavie. Peut-être planifié par les Oustachis croates, l'assassinat fut exécuté par un révolutionnaire bulgare Vlado Chernozemski appartenant à l'Organisation révolutionnaire intérieure macédonienne[3].
- 13 février 1936 : tentative d'assassinat du président du Conseil Léon Blum, organisée par la Cagoule, groupe d'extrême-droite.
- 23 janvier 1937 : assassinat par la Cagoule de l'économiste soviétique Dimitri Navachine, ancien gouverneur de la Banque Commerciale pour l'Europe du Nord – Eurobank, contrôlée par l'URSS .
- 9 juin 1937 : assassinat par la Cagoule des frères Carlo et Nello Rosselli, antifascistes italiens, à Bagnoles-de-l'Orne, sur ordre de Mussolini.
- 11 septembre 1937 : deux attentats à la bombe à Paris, contre la Confédération générale du patronat français au 4, rue de Presbourg et l'Union des industries métallurgiques au 45, rue Boissière, tuant deux agents de police, en faction devant chacun de ces lieux. Ces deux actions terroristes, perpétrés par la Cagoule et qui avaient pour objectif d’en faire accuser les communistes, sont connues sous le nom d'attentats de l'Étoile, en raison de la proximité de la place de ce nom[4].

### Années 1940
| Date                  | Type                                                      | Morts                                       | Blessés    | Lieu et description |
| --------------------- | --------------------------------------------------------- | ------------------------------------------- | ---------- | --- |
| 1940 - 1944           | Fusillades et pendaisons, tortures, destructions massives |                                             |            | Les nazis occupent tout ou partie de la France et s'y livrent rapidement à une politique de terreur : arrestation et déportation, le plus souvent sans retour, des résistants et des Juifs, tortures, nombreuses fusillades et pendaisons, villages rasés. |
| 8 mai au 26 juin 1945 | Fusillades                                                | entre 1 122 et 45 000 (terroristes compris) |            | Massacre de Sétif, Guelma et Kherrata.Vague d'attentats en Algérie française. |
| 3 décembre 1947       | Explosif                                                  | 16                                          | environ 30 | un express Paris Tourcoing déraille près d'Arras, à cause d'un sabotage perpétré par des éléments proches du PCF et de la CGT. |

### Années 1950
| Date              | Type                  | Morts | Blessés | Lieu et description |
| ----------------- | --------------------- | ----- | ------- | --- |
| 5 septembre 1951  | Explosif              | 0     | 0       | attentat à la Banque Commerciale pour l'Europe du Nord – Eurobank à Paris. |
| 6 septembre 1951  | Explosif              | 0     | 0       | attentat à la Banque Worms, boulevard Haussmann à Paris. |
| 1er novembre 1954 | Explosif, armes à feu | 9     | 1       | Toussaint rouge, plusieurs attentats au sein de l'Algérie revendiqués par le FLN. Début des événements d'Algérie/Guerre d'Algérie.                                                       |
| 24 mai 1955       |                       | 2     | 0       | assassinat de Maurice Dupuy et son escorte à Tebessa. |
| 26 mai 1955       |                       | 1     | 0       | assassinat de Ali Chekkal, ancien vice-président de l'Assemblée algérienne par le FLN au stade de Colombes.                                                                              |
| 20/21 août 1955   | Armes à feu, couteau  | 1396  | >100    | massacres du Constantinois, nombre de morts difficile à estimer. |
| 29 mai 1957       |                       | 1     | 0       | assassinat de Mohamed Mahiddine responsable du FLN algérien pour le sud de la France par le MNA à Marseille.                                                                             |
| 2 août 1957       |                       | 6     | 4       | attentat mené par le FLN algérien faisant six morts et quatre blessés à Paris. |
| 28 octobre 1957   |                       | 2     | 0       | assassinat de Hocine Cherchalli, Député algérien et de Ahmed Bekhat, secrétaire de l'Union des Travailleurs Algériens par le FLN à Paris, station de métro Sévres-Babylone.              |
| 31 octobre 1957   |                       | 0     | 0       | attentat manqué contre le sénateur d'Alger Henri Borgeaud, boulevard Suchet à Paris (non revendiqué).                                                                                    |
| 17 novembre 1957  | Mitraillage           | 0     | 1       | dans un marché de Livry-Gargan (indépendantistes algériens). |
| 5 février 1958    | Explosif              | 0     | 0       | explosion au Palais Bourbon (le groupe Jeune Nation est suspecté). |
| 15 septembre 1958 | Balles de colt        | 1     | 3       | tentative ratée d'assassinat du ministre de l'information Jacques Soustelle par Ouraghi Mouloud dit «le Chef» (Front de libération nationale algérien) sur la Place de l'Étoile à Paris. |
| 19 décembre 1959  | Explosif              | 0     | 0       | explosion à bord d'un SNCASE SE.2010 Armagnac reliant Oran à Paris (FLN). |

### Années 1960
- 6 janvier 1961 : six attentats de l'OAS à Paris.
- 4 avril 1961 : bombe à la Bourse de Paris (14 blessés).
- 18 juin 1961 : attentat du train Strasbourg-Paris (28 morts et 170 blessés).
- 23 au 24 juillet 1961 : nuit des paras à Metz (4 morts et 27 blessés).
- janvier 1962 : série d'attentats de l'OAS.
  - 4 janvier 1962 : attentat au siège du PCF par l'OAS.
  - 18 janvier 1962 : Nuit bleue de l'OAS à Paris, 17 attentats.
  - 22 janvier 1962 : attentat au quai d'Orsay (1 mort, 12 blessés).
  - 24 janvier 1962 : 22 bombes dans Paris.
- 15 février 1962 : onze attentats de l'OAS à Paris.
- 18 février 1962 : tentative d'assassinat de Yves Le Tac par l'OAS.
- 10 mars 1962 : Attentat d'Issy-les-Moulineaux à la voiture piégée (3 morts, 50 blessés).
- 28 mars 1962 : quinze attentats à la bombe dans Paris.
- 29 mars 1962 : quinze nouveaux attentats dans Paris.
- 22 août 1962 : attentat du Petit-Clamart contre le général de Gaulle, organisé par Jean Bastien-Thiry et l'OAS[11].
- 27 avril 1968: attentat contre la compagnie de CRS 13 de Saint-Brieuc.
- 26 octobre 1968 : cinq jeunes se revendiquant "au nom de l'anarchie" ont utilisé un cocktail Molotov pour attaquer une librairie rue de l'Abbé-Grégoire (numéro 33), à Paris, alors qu'ils souhaitaient viser une autre librairie diffusant des ouvrages d'extrême-droite, au numéro 27[12].
- 28 octobre 1968 : La Milice patriotique anticommuniste (groupe d'extrême-droite) fait exploser une librairie maoïste rue Gît-le-Cœur à Paris.
- 8 décembre 1968 : attentats contre Renault et plusieurs banques dans Paris.

### Années 1970

#### Années 1970 à 1973
- 26 avril 1970 : attentats visant les locaux des journaux La Nation et Le Parisien libéré.
- 9 mai 1970 : attentat à la bombe visant le palais de justice de Besançon.
- 14 mai 1971 : attentat au journal Minute.
- 22 juin 1972 : attentat à la station Invalides (huit blessés).
- 4 octobre 1972 : attentat à la librairie Palestine (Paris), faussement revendiqué par le groupe juif Massada, en fait un attentat raciste.
- 8 décembre 1972 : attentat du Mossad (service de renseignement israélien) à Paris contre Mahmoud Hamchari, qui meurt le 9 janvier 1973.
- 9 janvier 1973 : une bombe est posée par l'organisation Septembre noir devant l'Agence juive rue Fortuny à Paris[13].
- 5 septembre 1973 : prise d'otages à l'ambassade d'Arabie saoudite par un commando palestinien.
- 14 décembre 1973 : attentat devant le consulat algérien à Marseille, organisé par le Groupe Charles-Martel (4 morts, 12 blessés)[14].

#### Année 1974
- Dans la nuit du 13 au 14 février 1974 : destruction de l'émetteur de Roc'h Trédudon par un ensemble de bombes.
- 22 mars 1974 : attentats contre les voies ferrées françaises menant à l'Espagne par les Groupes d'action révolutionnaire internationalistes.
- 3 août 1974 : voitures piégées contre L'Aurore, Minute et L'Arche par des Palestiniens[réf. nécessaire].
- 15 septembre 1974 : attentat à la grenade au Drugstore Saint-Germain à Paris, revendiqué par Carlos (2 morts, 34 blessés).
- 19 décembre 1974 : assassinat du colonel Ramon Trabal, attaché militaire d'Uruguay, ex-chef du renseignement militaire uruguayen (SID). Revendiqué par les « Brigades internationales Raúl Sendic », d'après le nom d'un des leaders Tupamaros. Toutefois, le commissaire Pierre Ottavioli de la Brigade criminelle abandonna très vite la piste des Tupamaros. Alberto Sendic, le frère de Raúl Sendic, et le commissaire Pierre Ottavioli, estimaient tous deux que le crime avait été commis par le Mossad pour le compte de militaires uruguayens qui s'opposaient au général Gregorio Álvarez : ainsi, pour Alain Labrousse, « il n'a jamais fait de doute qu'il s'agissait là d'un règlement de comptes entre clans militaires »[15] (un coup d'État militaire avait eu lieu en Uruguay en juin 1973). La veille de son assassinat, Trabal, se sentant menacé, s'était réfugié chez Laurita Mourâo, une diplomate brésilienne fille du général putschiste Olímpio Mourão Filho[16].

#### Année 1975
- 13 janvier 1975 : attaque à la roquette d'un commando palestinien mené par Carlos et Johannes Weinrich contre El Al à l'aéroport d'Orly (trois blessés)[17].
- 19 janvier 1975 : attaque d'un commando palestinien à l'aéroport d'Orly contre un avion israélien (vingt blessés)[17].
- 5 février 1975 : attentat au journal Minute.
- 2 mars 1975 : double attentat à l'explosif contre les bureaux de Toulouse et Lyon de la compagnie Air Algérie, revendiqué par le Groupe Charles-Martel.
- 9 mars 1975 : bombe à la gare de l'Est (un mort, six blessés).
- 10 avril 1975 : une voiture piégée explose devant le consulat d'Algérie à Paris, attentat revendiqué par le Groupe Charles-Martel.
- 13 juin 1975 : attentats contre le secrétaire général de Force ouvrière et, par erreur, contre l'homonyme du rédacteur en chef du journal Le Parisien libéré, Bernard Cabannes, qui est tué.
- 27 juin 1975 : Fusillade de la rue Toullier : sur le point d'être arrêté, Carlos abat Raymond Dous et Jean Donatini, deux inspecteurs de la DST[18], et Michel Moukharbal, un informateur libanais. Un troisième policier, Jean Herranz, commissaire de la DST, est grièvement blessé[19].
- 17 septembre 1975 : bombes dans trois succursales de banques espagnoles.
- 8 octobre 1975 : tentative d'assassinat de Bartolome Valle, attaché militaire à l'ambassade espagnole (revendiqué par les Brigades internationales Juan Paredes Manot).
- 24 octobre 1975 : l'ambassadeur de Turquie, İsmail Erez, et son chauffeur sont abattus par les CJGA.
- 4 décembre 1975 : double attentat au journal L'Express.
- 10 décembre 1975 : attentat à l'ambassade portugaise.

#### Année 1976
- 3 février 1976 : prise d'otages d'un car scolaire à Djibouti dans la zone de Loyada (deux enfants morts, six blessés)[20]
- 22 février 1976 : attentat à l'Office de tourisme algérien (revendiqué par le Front de libération unifié de la nouvelle Algérie).
- 5 mai 1976 : fondation du Front de libération nationale corse, Liste des actions terroristes attribuées ou revendiquées par le FLNC depuis 1976
- 11 mai 1976 : assassinat de Joaquín Anaya, ambassadeur de Bolivie (revendiqué par les Brigades internationales Che Guevara).
- 13 mai 1976 : la baraque-musée de l'ancien camp du Struthof est incendiée dans la nuit par le groupe indépendantiste alsacien des Loups Noirs[21].
- 27 mai 1976 : bombe à la maison de la culture arménienne (un mort).
- 2 juin 1976 : attentat à la bonbonne de gaz à Paris (quatre morts).
- 2 novembre 1976 : 
  - tentative contre Homayoun Keykavoussi, attaché culturel de l'ambassade iranienne (revendiqué par les Brigades internationales Reza Rezayi).
  - attentat contre Jean-Marie Le Pen (cinq blessés).

#### Année 1977
- 3 février 1977 : attentat contre la Librairie palestinienne à Paris, revendiqué par les Sections phalangistes de sécurité (extrême droite).
- 23 mars 1977 : assassinat de Jean-Antoine Tramoni, le meurtrier de Pierre Overney, par les Noyaux armés pour l'autonomie populaire.
- 12 avril 1977 : bombes dans les locaux de deux sociétés franco-soviétiques à Paris, revendiqué par le Front d'action pour la libération des Pays baltes.
- 14 avril 1977 : enlèvement à Paris du directeur de Fiat-France, Luchino Revelli-Beaumont, libéré deux mois plus tard contre rançon. Alors revendiqué par la « guérilla péroniste argentine », l'enlèvement pourrait avoir été organisé par la dictature argentine.
- 7 juillet 1977 : tentative contre l'ambassadeur de Mauritanie (revendiqué par les Brigades internationales Mustapha El Wali Sayed).
- 8 juillet 1977 : bombe au domicile de Marcel Boiteux, directeur général d'EDF, revendiqué par le Comité d'action contre les crapules atomiques.
- 20 août 1977 : trois attentats à Châlons-sur-Marne contre le consulat italien, le Parti socialiste et le Parti communiste français, revendiqués par les Comités d'action fasciste.
- 19 novembre 1977 : attentats à la bombe contre des bâtiments ou des sites en lien avec l’énergie nucléaire par des militants d’extrême-gauche agissant sous la dénomination de CARLOS.
- 2 décembre 1977 : meurtre du gardien de l'Amicale des Algériens en Europe par les Commando Delta.
- 4 décembre 1977 : attentat dans un hôtel de travailleurs algériens à Marange-Silvange, revendiqué par les Commando Delta.
- 19 décembre 1977 : attentat au magasin Fauchon à Paris.
- 25 décembre 1977 : bombe au cabaret Raspoutine à Paris.

#### Année 1978
- 10 janvier 1978 : attentat contre un foyer Sonacotra à Nice, revendiqué par le Groupe Charles-Martel.
- 18 mars 1978 : assassinat à la voiture piégée du politique d'extrême-droite François Duprat, près de Caudebec-en-Caux.
- 4 mai 1978 : assassinat du militant anticolonialiste Henri Curiel à Paris par les Commando Delta.
- 20 mai 1978 : attentat à Orly contre la compagnie El Al (trois terroristes tués, deux policiers tués)[22].
- 11 juin 1978 : attentat contre le Club Méditerranée à Paris, revendiqué par le Front de la libération nationale française (1 blessé).
- 26 juin 1978 : attentat à la bombe au château de Versailles, revendiqué par l'Armée républicaine bretonne.
- 16 juillet 1978 : bombe au domicile de Jean Dutourd.
- 31 août 1978 : attentat au domicile d'Yves Mourousi, revendiqué par la section franco-arabe du front du Refus[23] (dix blessés).
- 2 décembre 1978 : bombe au Bazar de l'Hôtel de Ville (1 mort, 17 blessés).

#### Année 1979
- 25 mars 1979 : quatre attentats contre des commissariats parisiens, revendiqués par le Groupe d’Offensive pour la Radicalisation des Luttes, lié au mouvement autonome.
- 27 mars 1979 : bombe contre un foyer d'étudiants juifs à Paris, revendiqué par le Collectif autonome d'intervention contre la présence sioniste en France et la paix israëlo-égyptienne (33 blessés)[24],[25].
- 31 mars 1979 : attentat au journal Le Matin de Paris, revendiqué par la Ligue des combattants contre l'occupation juive (un groupe d'extrême droite).
- 12 avril 1979 : huit attentats du FLNC contre des banques parisiennes.
- 25 avril 1979 : attentat du FLNC au Palais de Justice.
- 29 avril 1979 : attentat dans les locaux du journal Le Monde, revendiqué par la Ligue des combattants contre l'occupation juive (un groupe d'extrême droite).
- 1er mai 1979 : fondation d'Action directe, Liste des attentats d'Action directe de 1979 à 1987
- 1er mai 1979 : Nuit bleue à Paris, douze attentats (trois commissariats, deux banques, une permanence de l'UDF, un garage, une agence ANPE, une agence EDF, une perception, une annexe du Ministère des Finances…), revendiqués par le Collectif communiste révolutionnaire.
- 2 mai 1979 : deuxième Nuit bleue à Paris, douze attentats.
- 31 mai 1979 : troisième Nuit bleue à Paris, 22 attentats, revendiqués par le FLNC.
- 8 juillet 1979 : attentats contre trois entreprises turques parisiennes, revendiqués par l'ASALA.
- 16 septembre 1979 : bombes au ministère du Travail et au siège de la Sonacotra par des autonomes.
- 20 septembre 1979 : assassinat du militant Pierre Goldman à Paris par Honneur de la Police.
- 2 novembre 1979 : série de lettres piégées au fisc parisien.
- 18 novembre 1979 : attentats de l'ASALA à Paris contre Turkish Airlines, KLM et Lufthansa.
- 22 décembre 1979 : assassinat de Yilmaz Çolpan, directeur de l'Office de tourisme turc à Paris, revendiqué par l'ASALA.

### Années 1980

#### Année 1980
- 29 janvier 1980 : attentat à l'ambassade de Syrie (1 mort, 8 blessés).
- 24 février 1980 : attentat à Paris contre Aéroflot.
- 15 mars 1980 : bombe du FLNC à l'Hôtel de Ville de Paris.
- 19 avril 1980 :
  - bombe au foyer des étudiants protestants à Paris (quatre blessés), revendiquée par le Groupe Charles Martel.
  - attentats du Front communiste antinucléaire contre cinq entreprises parisiennes.
- 7 mai 1980 : attentat à la bombe contre l'Association des étudiants musulmans, revendiquée par le Groupe Charles Martel.
- 11 mai 1980 : attentat au consulat d'Algérie à Aubervilliers, revendiquée par le Groupe Charles Martel.
- 14 mai 1980 : attentat contre la police à Paris, revendiqué par le FLNC (4 blessés).
- 13 juin 1980 : assassinat du physicien nucléaire Yahya Al-Meshad, qui travaillait pour l'Irak, par le Mossad, à Paris.
- 26 juin 1980 : bombe au siège du MRAP à Paris.
- 18 juillet 1980 : tentative d'assassinat du premier ministre du Chah d'Iran Shapour Bakhtiar à son domicile (deux policiers tués, un civil tué)[26].
- 5 août 1980: attaque du consulat général de Turquie à Lyon.
- 3 octobre 1980 : attentat de la rue Copernic. Quatre morts et 46 blessés.
- 20 octobre 1980 : bombe désamorcée à la Bourse de Paris.
- 9 décembre 1980 : le groupe des Loups Noirs attaque à l'explosif le monument du maréchal Turenne à Turckheim[27].

#### Année 1981
- 4 janvier 1981 : attentat contre Chanel.
- 5 février 1981 : deux bombes sur les Champs-Élysées, revendiquées par l'ASALA.
- 4 mars 1981 : assassinat par l'ASALA de deux diplomates turcs à Paris : Reşat Morali, attaché aux Affaires du Travail, et Tecelli Ari, conseiller aux Affaires Religieuses.
- 11 mars 1981 : bombe à la cité d'urgence du Baou. Une autre est désamorcée devant la cité Bassens à Marseille. 29 familles sinistrées.
- 16 mars 1981 : dans la nuit, les Loups Noirs font sauter une croix de Lorraine de 12 mètres surplombant la ville de Thann[28].
- 16 avril 1981 : une bombe explose à l'aéroport d'Ajaccio lors de l'arrivée du président en campagne Giscard d'Estaing, faisant 1 mort et huit blessés[29],[30].
- 29 août 1981 : attentat palestinien à l'hôtel Intercontinental à Paris (15 blessés).
- 24 septembre 1981 : prise d'otage au consulat turc à Paris par des membres de l'ASALA (1 mort, 3 blessés, 40 otages[31]).
- 25 octobre 1981 : double attentat sur les Champs-Élysées.
- fin octobre 1981 : six attentats à la bombe dans Paris.
- 16 novembre 1981 : attentat d'un groupe arménien à la Gare de l'Est (2 blessés).
- 20 septembre 1981 : les Loups Noirs font à nouveau sauter la croix de Lorraine de Thann, ayant entre-temps été restaurée[32].
- 20 décembre 1981 : attentat contre la société polonaise Botrans, revendiquée par le Groupe Charles Martel.

#### Année 1982
- 18 janvier 1982 : assassinat de Charles Robert Ray, attaché militaire américain, à Paris. Revendiqué par les FARL[33].
- 29 mars 1982 : attentat à la bombe visant le train Paris-Toulouse, près de Limoges, attribué à Carlos (5 morts, 28 blessés)[34].
- 3 avril 1982 : assassinat du diplomate israélien Yacov Barsimento, à Paris. Revendiqué par les FARL[33].
- 22 avril 1982 : une voiture piégée explose devant le siège du magazine Al Watan Al Arabi rue Marbeuf à Paris faisant un mort et 63 blessés (attentat revendiqué par Carlos).
- 19 juin 1982 : triple attentat anti-arabes à Calenzana.
- 9 août 1982 : Fusillade de la rue des Rosiers (6 morts, 22 blessés)[35].
- 18 août 1982 : la plus violente «nuit bleue» de l'histoire de la Corse (99 attentats).
- 21 août 1982 : 2 artificiers sont tués par la bombe qu'ils désamorçaient avenue de La Bourdonnais à Paris. Revendiqué par les FARL[36].
- 17 septembre 1982 : attentat contre la voiture du responsable de la sécurité de l’ambassade d’Israël en France, à proximité du lycée Carnot. 51 lycéens sont blessés par les éclats de vitres dans leurs salles de cours. Revendiqué par l'Unité Combattante Marcel Rayman d’Action Directe et les Fractions armées révolutionnaires libanaises.

#### Année 1983-1984
- 24 mai 1983 : attentat contre le siège du Parti des Forces nouvelles à Paris.
- 31 mai 1983 : deux policiers sont tués et 1 autre grièvement blessé avenue Trudaine à Paris alors qu'ils avaient repéré un commando d'Action directe.
- 15 juillet 1983 : attentat à l'aéroport d'Orly, bombe placée par l'ASALA (8 morts, plus d'une cinquantaine de blessés)[31].
- 9 août 1983 : attentat à la bombe au bureau d'Air Algérie à Marseille, revendiqué par le Groupe Charles Martel.
- 19 août 1983 : bombe dans un foyer Sonacotra de Marseille[réf. nécessaire].
- 19 août 1983 : incendie criminel au domicile du trésorier de la Confédération des Français musulmans rapatriés d'Algérie et de leurs amis (CFMRAA).
- 13 septembre 1983 : assassinat de Pierre-Jean Massimi, haut fonctionnaire revendiqué par le FLNC.
- 30 septembre 1983 : bombe à la foire internationale de Marseille, à proximité des stands de l'Algérie et des États-Unis (1 mort, 26 blessés). Attentat revendiqué par plusieurs organisations[37].
- 14 novembre 1983 : 23 blessés dans un attentat contre la préfecture de la Guadeloupe, à Basse-Terre par l'Alliance Révolutionnaire Caraïbe (ARC) [38],[39]
- 23 décembre 1983 : Le Grand Véfour, attentat qui fait une dizaine de blessés dont Maurice et Françoise Rudetzki.
- 31 décembre 1983 : deux attentats attribués à Carlos perpétrés à la gare Saint-Charles de Marseille et dans le TGV Marseille-Paris font 4 morts et 45 blessés.
- 3 mai 1984 : attentats d'Alfortville des Loups-Gris et du gouvernement turc dirigés contre le mémorial du génocide arménien à Alfortville. 13 blessés dont deux graves.

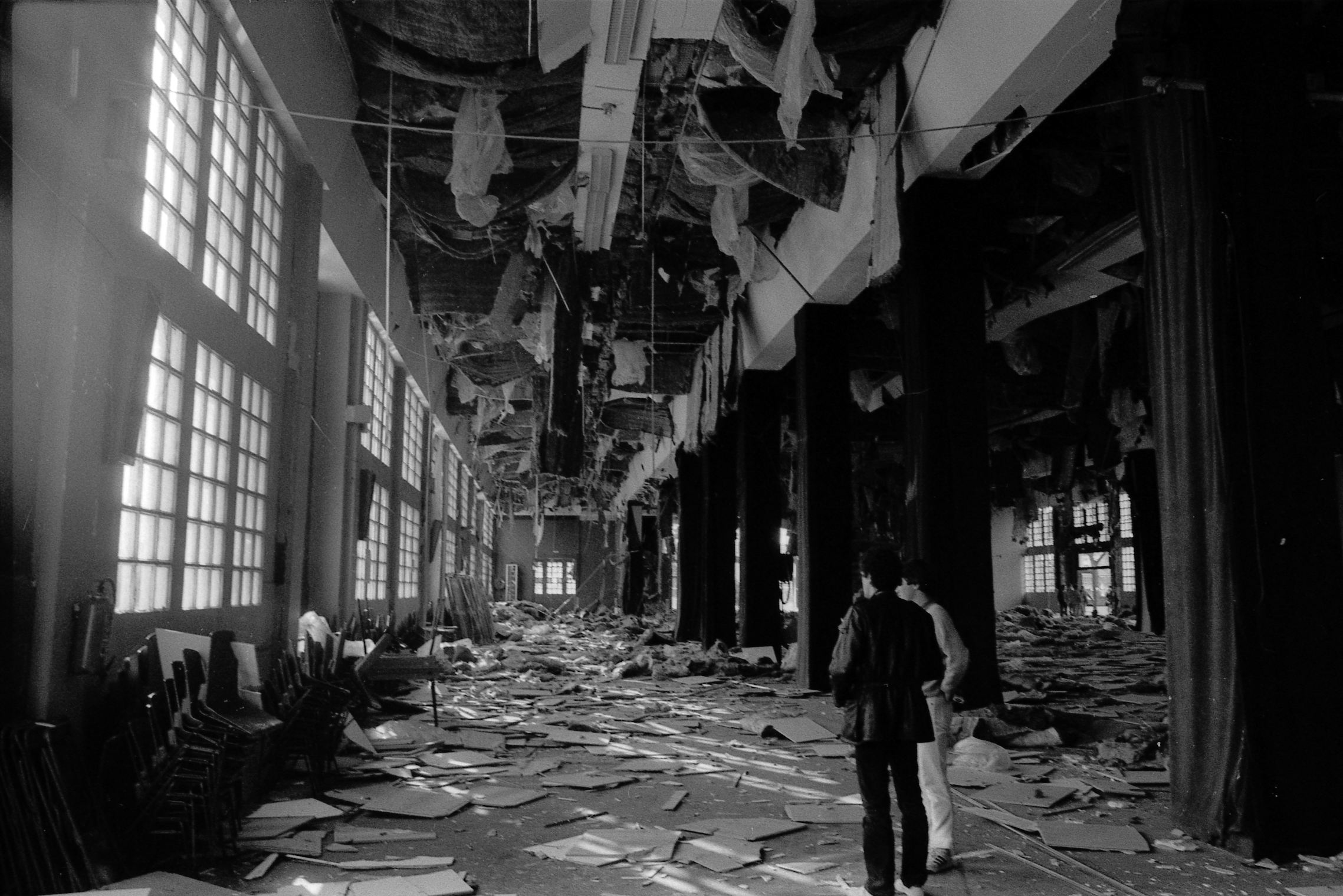
La salle Jean Mermoz (île du Ramier, Toulouse), détruite par deux engins explosifs afin d'y empêcher la tenue d'un meeting de Jean-Marie Le Pen, en juin 1984.

- 4 juin 1984 : bombe à la salle Jean-Mermoz à Toulouse, empêchant la tenue d'un meeting de Jean-Marie Le Pen.
- 11 novembre 1984: Fusillade à Châteaubriant : un militant d'extrême droite, Frédéric Boulay, assassine à bout-portant deux ouvriers turcs et en blesse cinq autres dans un salon de thé du centre-ville.

#### Années 1985-1986
- 25 janvier 1985 : assassinat de René Audran, directeur des affaires internationales de la Délégation générale pour l'Armement, devant son domicile de La Celle-Saint-Cloud, revendiqué par Action directe.
- 23 février 1985 : un attentat à la bombe contre le magasin Marks and Spencer situé boulevard Haussmann fait 1 mort et 15 blessés[40].
- 29 mars 1985 : un attentat à la bombe détruit le cinéma Rivoli Beaubourg (4e arr. de Paris) lors d'un festival du film juif où l'on projette Eichmann, l'homme du 3° Reich. 18 blessés dont Fabrice Nicolino qui sera à nouveau blessé dans l'Attentat contre Charlie Hebdo (2015).
- 26 juin 1985 : Tentative d’assassinat, porte des Ternes à Paris, contre le Contrôleur général des armées Henri Blandin, revendiquée par Action directe.
- 1985-1986 : vague d'attentats à Paris en 1985 et 1986 perpétré par le groupe de Fouad Ali Saleh dont celui de la rue de Rennes.
- 15 avril 1986 : tentative d'assassinat manquée sur Guy Brana (vice-président du Conseil national du patronat français (CNPF), ancêtre du MEDEF), devant son domicile du Vésinet par Action directe. Son chauffeur est blessé.
- 12 juin 1986 : attentat d'un disquaire de Draguignan qui vendait des billets d'un concert de SOS Racisme, revendiqué par les Commandos de France contre l'invasion maghrébine.
- 9 juillet 1986 : une bombe explose dans les locaux de la Brigade de répression du banditisme, quai de Gesvres, à Paris (1 policier tué, 30 blessés). Attentat revendiqué par le Commando Loïc Lefèvre Action directe le 11 juillet[41].
- 19 août 1986 : bombe dans un marché à Toulon, revendiquée par S.O.S. France (4 morts).
- 17 novembre 1986 : assassinat du PDG de Renault Georges Besse, boulevard Edgar-Quinet à Paris, revendiqué par Action directe (bien que le journaliste Dominique Lorentz situe cet assassinat dans le contexte du contentieux Eurodif avec l'Iran).
- 15 décembre 1986 : tentative d'assassinat, attribuée à Action directe, contre Alain Peyrefitte, ancien garde des Sceaux, près de son domicile de Provins (Seine-et-Marne), au moyen d'une bombe ventouse placée sous sa voiture. Un employé municipal est tué.

#### Années 1987 à 1989
- 5 janvier 1987 : tentative d’assassinat, attribuée à Action directe, contre Jean-Louis Bruguière, magistrat antiterroriste, au moyen d'un piège à la grenade posé devant son appartement parisien[42].
- 7 avril 1987 : assassinat d'Ali André Mécili, avocat et politique algérien, à Paris.
- 17 juin 1987 : assassinat à Ajaccio du docteur Jean-Paul Lafay, président de l'association d'aide aux victimes du terrorisme en Corse[43].
- 29 mars 1988 : assassinat de Dulcie September, représentante de l'ANC sud-africaine, à Paris.
- 9 mai 1988 : bombe au foyer Sonacotra du Cannet (Alpes-Maritimes), faussement revendiqué par le groupe juif Massada, attribué à des néo-nazis proche du PNFE et de la FPIP (4 blessés).
- 31 juillet 1988 : bombe au journal Le Globe à Paris, attribué à des néo-nazis proche du PNFE et de la FPIP.
- 3 octobre 1988 : attentat du cinéma le Building, par un catholique intégriste et ancien candidat du Front national, contre la projection de La Dernière Tentation du Christ de Martin Scorsese.
- 23 octobre 1988 : attentat du cinéma Saint-Michel attribué à un groupe catholique intégriste, protestant contre la projection de La Dernière Tentation du Christ. 13 blessés (dont 4 gravement).
- 19 décembre 1988 : attentat contre un foyer Sonacotra à Cagnes-sur-Mer (Alpes-Maritimes), faussement revendiqué par le groupe juif Massada, attribué à des néo-nazis proche du PNFE et de la FPIP (1 mort, 12 blessés).
- 7 mai 1989 : attentat contre l'hôtel de région des Pays de la Loire à Nantes revendiqué par l'Armée Révolutionnaire Bretonne.

### Années 1990
- 6 août 1991 : assassinat du premier ministre du Chah d'Iran Shapour Bakhtiar à son domicile de Suresnes, ainsi que de son secrétaire[44].
- 31 décembre 1992 : attentat contre la synagogue de Villepinte (Seine-Saint-Denis), attribué à des néo-nazis.
- 24 décembre 1994 - 26 décembre 1994 : détournement du vol AF 8969 par le GIA.
- 1995-1996 : Vague d'attentats attribués au GIA, dont celui du RER B à la station Saint-Michel.
- 1er juillet 1996 : attentat à la voiture piégée sur le vieux port de Bastia, 1 mort et 2 blessés (dont le leader nationaliste Charles Pieri) dans un contexte de guerre fratricide entre factions nationalistes corses[45].
- 3 décembre 1996 : Attentat du RER B à Port-Royal
- 3 décembre 1996 : attentat contre le journal Tribune juive[46].
- 6 septembre 1997 : attaque de la gendarmerie de Pietrosella (Corse) au cours de laquelle sera dérobée l'arme utilisée pour l'Assassinat de Claude Érignac.
- 6 février 1998 : Assassinat de Claude Érignac, préfet de Corse, dans une rue d'Ajaccio par un groupuscule indépendantiste. Après des années d'enquête, Yvan Colonna, accusé d'être le tueur, sera condamné à la réclusion criminelle à perpétuité assortie d'une période de sûreté de 22 ans.
- 25 novembre 1999 : attentats contre la DDE et l'URSSAF à Ajaccio.

### Année 2000
- 19 avril 2000 : attentat à Quévert (Côtes-d'Armor) contre un McDonald's, attribué à des indépendantistes bretons, mais non résolu par la justice, 1 mort[47].
- 26 juin 2000 : découverte d'un engin explosif devant le Centre international de conférences Kléber à Paris, revendiqué par le FLNC.
- 20 octobre 2000 : découverte d'une voiture piégée renfermant une centaine de kilogrammes d'explosifs à Marseille, revendiqué par Armata Corsa.
- 24 novembre 2000 : colis piégé dans les locaux du syndicat intercommunal de la Baule-Escoublac (Loire-Atlantique) faisant 1 mort[48].
- Décembre 2000 : projet d'attentat de la cathédrale de Strasbourg, un groupe djihadiste basé à Francfort, composé d'Algériens et de Franco-Algériens dont certains étaient passés par l'Afghanistan, prépare un attentat contre la cathédrale et le marché de Noël de Strasbourg. Ils sont arrêtés et condamnés en 2003[49],[50].

## Attentats en France auXXIesiècle

### Année 2001
- 10 octobre 2001 : incendie dans un centre de recrutement de la Marine nationale à Pau, revendiqué par l'Association totalement anti-guerre[51].
- 22 mars 2001 : une voiture remplie d'explosifs est découverte à Paris, revendiqué par Armata Corsa.

### Année 2002
- 6 mai 2002 :
  - attentat contre un hôtel des impôts à Marseille, revendiqué par le FLNC.
  - à Paris, un attentat manqué vise la caserne de Reuilly, revendiqué par le FLNC.
- 12 mai 2002 : incendie du bureau régional du Secours populaire à Toulouse par des néonazis[52].
- 14 juillet 2002 : Maxime Brunerie, membre du parti d’extrême droite MNR, tente d’assassiner le président de la République Jacques Chirac.
- 25 septembre 2002 : attentat raté contre la trésorerie générale à Nice, revendiquée par le FLNC.

### Année 2003
- 20 juillet 2003 : double attentat contre la direction régionale des Douanes et de la Trésorerie générale à Nice, 16 blessés légers. Revendiqué par le FLNC UC.

### Années 2004-2005
- 18 janvier 2004 : voiture piégée contre le préfet Aïssa Dermouche à Nantes. Affaire non résolue.
- 8 octobre 2004 : attentat contre l'ambassade d'Indonésie à Paris, revendiqué par le Front islamique français armé (10 blessés)[53].

### Année 2006
- 2006 : en Corse, 235 attentats sont recensés au cours de l'année[54].

### Années 2007-2008
- 14 octobre 2007 : attentat contre une Caisse d'épargne à Marseille[55].
- 1er décembre 2007 : 2 gardes-civils espagnols sont abattus par un commando d'ETA sur le parking d'un centre commercial à Capbreton (Landes).
- 2007 : en Corse, 180 attentats sont recensés au cours de l'année[54].
- 2007-2008 : attentats contre des radars automatiques, certains étant revendiqués par la Fraction nationaliste armée révolutionnaire.
- 28 mai 2008 : deux membres du groupe néo-nazi Nomad 88, proche de la « Droite socialiste », mitraillent une cité à Saint-Michel-sur-Orge[56].
- décembre 2008 : interpellation en France et en Belgique d'individus islamistes, considérés comme proches d'Al-Qaïda[57].
- 16 décembre 2008 : un groupe inconnu, le Front révolutionnaire afghan, informe les autorités après avoir déposé des bâtons de dynamite (sans détonateurs) au Printemps à Paris[58].
- 20 décembre 2008 : arrestation à Paris de Rany Arnaud, 29 ans, un islamiste isolé soupçonné d'avoir voulu faire sauter le bâtiment de la DCRI[59].

### Année 2012
| Date                 | Responsables   | Location et description |
| -------------------- | -------------- | --- |
| 11, 15 19 et 21 mars | Mohammed Merah | Tueries de Toulouse et Montauban : le terroriste islamiste franco-algérien Mohammed Merah tue sept personnes, trois militaires et quatre civils (dont trois enfants d'une école juive), et en blesse six autres à Toulouse et à Montauban. Appartenant à la nébuleuse Al-Qaida, il est abattu par le RAID le 22 mars 2012. - 11 mars : Assassinat d'un militaire, le maréchal des logis-chef Imad Ibn Ziaten, du 1er régiment du train parachutiste à Toulouse par Mohammed Merah. - 15 mars : Fusillade contre trois militaires à Montauban, de la Caserne du 17e régiment du génie parachutiste par Mohammed Merah qui fait deux morts et un blessé en état d'urgence. - 19 mars : Fusillade contre l'école juive Ozar Hatorah de Toulouse par Mohammed Merah qui fait quatre morts dont trois enfants et un blessé grave. - 21 mars : Opération du RAID à Toulouse qui durera 30h au domicile de Mohammed Merah. Le 22 mars à 11h32, le RAID abat le terroriste islamiste. |
| Année 2012           |                | 78 attentats sont recensés au cours de l'année. |
| 19 septembre         |                | Attentat contre une épicerie Cacher Naouri à Sarcelles, 1 blessé. |

### Année 2013
| Date           | Description |
| -------------- | --- |
| 9 janvier 2013 | Attentat contre trois militantes kurdes du PKK à Paris, le tueur est un Turc, Omer Güney, 30 ans mis en examen pour « assassinats en relation avec une entreprise terroriste » mais il décède en 2016 avant son procès des suites d'un cancer. Les enquêteurs s'interrogent sur une potentielle implication des services secrets turques : le Millî İstihbarat Teşkilatı .                                                                                  |
| Année 2013     | 21 attentats sont recensés au cours de l'année. |
| 25 mai         | Attentat de 2013 à La Défense, Un individu attaque à l'arme blanche un soldat en faction à La Défense. Le soldat est blessé dans la tentative d'égorgement mais sort de l'hôpital quelques jours après son agression. L'individu interpellé est mis en examen et placé en détention provisoire pour association de malfaiteurs en lien avec une entreprise terroriste.                                                                                      |
| 7 août         | Un militaire de 23 ans, aux idées d'extrême droite, est arrêté près de Lyon, pour avoir projeté de tirer à l'arme à feu contre la mosquée des Minguettes à Vénissieux. L'individu reconnaît le projet d'attentat qu'il avait l'intention de commettre le 8 août à l'occasion de la fin du ramadan. L'homme reconnaîtrait également avoir lancé, dans la nuit du 20 au 21 août 2012, un cocktail molotov sur la porte de la mosquée de Libourne, en Gironde. |

### Année 2014
- 20 décembre 2014 : attaque contre un commissariat de Joué-lès-Tours de 2014, un individu armé d'un couteau, pénètre dans le commissariat de Joué-lès-Tours, faisant trois blessés dont deux graves. Il est abattu sur les lieux par la police. L'auteur de l'agression est un converti à l'islam, radicalisé récemment. Il a crié « Allahu akbar » durant son agression[65].

### Année 2015
- Attentats de janvier 2015 en France
- Attentat contre Charlie Hebdo
- Prise d'otages du magasin Hyper Cacher de la porte de Vincennes
- Assaut de Dammartin-en-Goële
- Attaque du 3 février 2015 à Nice
- Attentat manqué contre des églises de Villejuif le 19 avril 2015
- Attentat de Saint-Quentin-Fallavier
- Attentat du train Thalys le 21 août 2015
- Attentats du 13 novembre 2015 en France
- Opération policière du 18 novembre 2015 à Saint-Denis

### Année 2016
| Année 2016                                | Nombre d'attentats | Nombre de blessés | Nombre de morts |
| ----------------------------------------- | ------------------ | ----------------- | --------------- |
| Attentats qualifiés                       | 5                  | 463               | 89              |
| Attentats déjoués, suspicions ou débattus | 8                  | 3                 | 0               |

- Attaque d'un commissariat de police parisien de janvier 2016
- Attentat déjoué avant l'Euro 2016
- Double meurtre du 13 juin 2016 à Magnanville
- Attentat du 14 juillet 2016 à Nice
- Attentat de l'église de Saint-Étienne-du-Rouvray
- Attentat manqué de Notre-Dame de Paris
- Attaque à la prison d'Osny du 4 septembre 2016

### Année 2017
| Année 2017                                | Nombre d'attentats | Nombre de blessés | Nombre de morts |
| ----------------------------------------- | ------------------ | ----------------- | --------------- |
| Attentats qualifiés                       | 8                  | 13                | 3               |
| Attentats déjoués, suspicions ou débattus | 16                 | 0                 | 0               |

- Attaque contre des militaires au Carrousel du Louvre
- Attaque du 18 mars 2017 à Orly
- Attentat du 20 avril 2017 sur l'avenue des Champs-Élysées à Paris
- Attaque du 6 juin 2017 à Notre-Dame de Paris
- Attentat du 19 juin 2017 sur l'avenue des Champs-Élysées à Paris
- Attaque contre des militaires à Levallois-Perret
- Attentat de la gare Saint-Charles de Marseille

### Année 2018
| Année 2018                                | Nombre d'attentats | Nombre de blessés | Nombre de morts |
| ----------------------------------------- | ------------------ | ----------------- | --------------- |
| Attentats qualifiés                       | 4                  | 33                | 10              |
| Attentats déjoués, suspicions ou débattus | 12                 | 0                 | 0               |

- Attaque à la prison de Vendin-le-Vieil du 11 janvier 2018
- Attaques du 23 mars 2018 à Carcassonne et Trèbes
- Attaque du 12 mai 2018 à Paris
- Attentat du marché de Noël de Strasbourg

### Année 2019
| Année 2019                                | Nombre d'attentats | Nombre de blessés | Nombre de morts |
| ----------------------------------------- | ------------------ | ----------------- | --------------- |
| Attentats qualifiés                       | 4                  | 20                | 4               |
| Attentats déjoués, suspicions ou débattus | 11                 | 2                 | 0               |

- Attentat de la prison de Condé-sur-Sarthe
- Attentat de la rue Victor-Hugo à Lyon
- Attentat de la préfecture de police de Paris
- Attaque de la mosquée de Bayonne

### Année 2020
| Année 2020                                | Nombre d'attentats | Nombre de blessés | Nombre de morts |
| ----------------------------------------- | ------------------ | ----------------- | --------------- |
| Attentats qualifiés                       | 6                  | 12                | 7               |
| Attentats déjoués, suspicions ou débattus | 8                  | 0                 | 0               |

- Attentat du 3 janvier 2020 à Villejuif
- Attentat du 4 avril 2020 à Romans-sur-Isère
- Attaque du 27 avril 2020 à Colombes
- Attaque du 25 septembre 2020 à Paris
- Assassinat de Samuel Paty
- Attentat de la basilique Notre-Dame de Nice

### Année 2021
| Année 2021                                | Nombre d'attentats | Nombre de blessés | Nombre de mort |
| ----------------------------------------- | ------------------ | ----------------- | -------------- |
| Attentats qualifiés                       | 1                  | 0                 | 1              |
| Attentats déjoués, suspicions ou débattus | 16                 | 0                 | 0              |

- Attaque du 23 avril 2021 à Rambouillet

### Année 2022
| Année 2022                                | Nombre d'attentats  | Nombre de blessés | Nombre de mort |
| ----------------------------------------- | ------------------- | ----------------- | -------------- |
| Attentats qualifiés                       | 4 (2 avec victimes) | 1                 | 1              |
| Attentats déjoués, suspicions ou débattus | 9                   | 4                 | 3              |

- 2 mars 2022, à la maison centrale d'Arles, un détenu islamiste agresse violemment Yvan Colonna, qui en meurt le 22 mars.
- 23 décembre 2022, fusillade visant des militants kurdes, elle fait trois morts et quatre blessés. Deux des victimes, Mîr Perwer et Abdulrahman Kizil, sont des réfugiés politiques. Emine Kara est une responsable internationale du mouvement kurde.

### Année 2023
| Année 2023                                | Nombre d'attentats   | Nombre de blessés | Nombre de morts |
| ----------------------------------------- | -------------------- | ----------------- | --------------- |
| Attentats qualifiés                       | 24 (3 avec victimes) | 7                 | 2               |
| Attentats déjoués, suspicions ou débattus | 12                   | 13                | 0               |

- nuit du 8 au 9 octobre 2023, 22 attentats ou tentatives d’attentats ont lieu dans toute la Corse. Ce sont majoritairement des résidences secondaires et des villas qui sont visées, dont certaines en construction. Deux personnes ont été blessés.
- 13 octobre 2023, assassinat de Dominique Bernard au lycée Gambetta à Arras : le professeur est tué et trois employés sont gravement blessés lors de l'attaque au couteau. L'assaillant se réclame de l'État islamique.
- 2 décembre 2023, un fiché S pour islamisme radical et souffrant de troubles psychiatriques a attaqué plusieurs passants au couteau et au marteau, non loin de la tour Eiffel à Paris, faisant un mort et deux blessés.

### Année 2024
- 17 juillet 2024 : Attaque du 17 juillet 2024 à La Ferté-Bernard

Un islamiste radicalisé blesse un chauffeur de taxi au cou à l'aide d'une arme blanche à La Ferté-Bernard. Le parquet national antiterroriste se saisit des faits et ouvre une enquête pour "tentative d’assassinat en relation avec une entreprise terroriste", "enlèvement et séquestration en relation avec une entreprise terroriste", "association de malfaiteurs terroriste en vue préparer des crimes d’atteinte aux personnes" et précise que lors de l'attaque, l’individu a tenu « des propos favorables au Hamas » et aux « Frères musulmans ».
- 24 août 2024, plusieurs voitures ont été incendiées et l'explosion d'une bouteille de gaz a mis le feu à la synagogue de La Grande-Motte blessant un policier, lors d'une attaque terroriste antisémite[67].
- 16 novembre 2024, 32 personnes sont blessées après qu'un individu a déversé des produits chimiques sur le sol d'un McDonald's à Paris (Bombe au poivre). La qualification de l'attaque est toujours débattue[68].

### Année 2025
| Année 2025                                | Nombre d'attentats  | Nombre de blessés | Nombre de morts |
| ----------------------------------------- | ------------------- | ----------------- | --------------- |
| Attentats qualifiés                       | 3 (3 avec victimes) | 8                 | 2               |
| Attentats déjoués, suspicions ou débattus | 2                   | 0                 | 0               |

- 25 janvier 2025, Attaque du 25 janvier 2025 à Apt : Un individu fiché S pour islamisme radical a attaqué au couteau plusieurs personnes dans un centre commercial a Apt, faisant deux blessés. Le parquet national antiterroriste est saisi[69].
- 22 février 2025, Attaque du 22 février à Mulhouse : un individu poignarde violemment des passants et des policiers sur le marché de la ville. L'attaque fait 1 mort et 5 blessés, l'auteur des faits est un ressortissant algérien d'une trentaine d'années sous OQTF (Obligation de quitter le territoire français). La piste du terrorisme est privilégiée.
- 31 mai 2025, Christophe B. un homme de 53 ans tire sur des travailleurs étrangers, tuant Hichem Miraoui un homme de 35 ans de nationalité tunisienne et blessant un autre homme de 25 ans de nationalité turque. Le terroriste a annoncé dans un manifeste vidéo raciste et xénophobe, vouloir tuer des étrangers. Puis dans une autre vidéo il revendique son acte, et tient un discours hostile à l'immigration. visant "à terroriser la population" et appelant à voter pour le Rassemblement national[70],[71],[72].